# نادي كورينثيانز
نادي كورينثيانز باوليستا الرياضي (بالبرتغالية: Sport Club Corinthians Paulista) نادي كرة قدم برازيلي يلعب في دوري الدرجة الأولى. تم تأسيس النادي في سنة 1910.

## تأسيس النادي

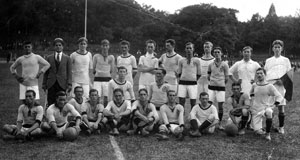
لاعبو الفريق الكورينثيانزي عام 1914

أسس فريق كورينثيانز في 01 سبتمبر/أيلول سنة 1910 من طرف مجموعة مشكلة من خمسة عمال ينتمون إلى شارع بون ريتيرو بساو باولو. وأطلق على الفريق اسم كورينثيانز، الذي هو في الأصل اسم للنادي الإنجليزي كورينتيان فوتبول كلوب. بعد مرور ثلاث سنوات على تأسيسه وتحقيقه لنتائج طيبة على مستوى فرق الأحياء، التحق الفريق لأول مرة في تاريخه بالدوري المحلي لساوباولو. وفي 1914، نال كورينثيانز لقب هذا الدوري، وبين 1922 و1924 أكد قوته بعد إحرازه لهذا اللقب ثلاث مرات.
لقد شكل تطور البنية الخارجية للفريق دوراً مهماً في تطور أدائه في الملعب. فبعد افتتاحه لمقره الجديد في بارك ساو جورج، في شرق مدينة ساو باولو، تمكن الفريق من تحقيق ثلاثيتين، الأولى بين 1928 و1930 والثانية بين 1937 و1939. لكن كورينثيانز لم يحقق شيئاً مهماً في سنوات الأربعينات.
كانت أفضل وسيلة يرد بها الفريق على انتقادات الخصوم هي الفوز بالألقاب. ويعد لقب دوري ريو دي جانيرو/ساوباولو لسنة 1950 من بين أهم الألقاب التي أحرزها النادي، حيث كان يضم بين صفوفه لاعبين كباراً مثل بالتازار وكاربون ولويزينيو وكلاوديو كريستوبال دي بينيو. وعاد الفريق أربع سنوات بعد ذلك ليحقق لقب الدوري نفسه، بالموازاة مع فوزه بلقب دوري ساوباولو خلال نفس السنة. وكان الفوز بهذا اللقب الأخير بطعم مختلف، ليس لأنه جاء أمام الخصم بالميراس، ولكن لأنه تزامن مع تخليد مناسبة مرور أربعة قرون على تأسيس مدينة ساو باولو.
وتأهل إلى نهائي كأس العالم للأندية 2000 مع نادي فاسكو دا غاما البرازيلي وانتهى الشوطان والشوط الإضافي بالتعادل السلبي ثم فاز كورينثيانز بضربات الترجيح 4-3. تأهل كورينثيانز إلى بطولة كأس ليبرتادوريس ثلاث مرات، أولها في سنة 2003 حيث واجه ريفر بليت الأرجنتيني وخسر 2-1 في الجولة الأولى وفي 2006 قابل أيضا ريفر بليت وخسر 3-1 وفي 2010 قابل فلامينغو البرازيلي وخسر 2-1، وفي 2012 فاز للمرة الأولى بكأس ليبرتادوريس بعد تغلبه على بوكا جونيورز 3-1 في المجموع حيث تعادل الذهاب 1-1 وفاز في الإياب 2-0. وهذا الإنجاز هو الإنجاز الأبرز للنادي منذ فوزه في كأس العالم للأندية 2000 الذي أقيم في البرازيل وليتمكن بعد غياب 12 سنة من تمثيل قارة أمريكا الجنوبية في كأس العالم للأندية 2012 في اليابان.

## الحاضر
لقد عقد نادي كورينثيانز العزم على عدم الغياب عن الألقاب مرة أخرى. وقد أعطى الفريق خلال 30 سنة الماضية نجوما مثل سقراط وكازاجراندي وزينون ـ ثلاثة من رواد الحركة التاريخية «الديموقراطية الكورينثية» التي تزامن وجودها مع الانفتاح السياسي في البرازيل بالإضافة إلى نيتو ومارسيلينو كاريوكا وكارلوس تيفيز. فبلاعبين كهؤلاء، تمكن الفريق من حصد الألقاب ولكن دون فقدان حس الانضباط والمسؤولية في الأوقات الصعبة.
ويبقى أهم لقب حققه فريق كورينثيانز في تاريخه هو لقب كأس العالم للأندية 2000، الذي توج به الفريق عن جدارة واستحقاق أمام خصوم من العيار الثقيل مثل ريال مدريد ومانشستر يونايتد ونادي فاسكو دا غاما الذي كان يضم في صفوفه روماريو وإدموندو. وفاز كورينثيانز في المباراة النهائية على نادي فاسكو دا غاما بركلات الترجيح في ملعب ماراكانا الشهير.
ولم يجلب العقد الماضي المسرات فقط لنادي كورينثيانز. ففي سنة 2007، عاش الفريق خلافات تقنية وسياسية ودفع ثمنها غالياً بالنزول إلى الدرجة الثانية، مواجها بذلك استفزازات الخصوم. ولكنه سرعان ما عاد بقوة إلى حضيرة الكبار في موسم 2009، حيث فاز بلقب بطولة ساوباولو ونال كذلك، وبشكل مثير، كأس البرازيل بقيادة اللاعب المخضرم رونالدو.
ولم يكن رونالدو على يقين تام بعودته لميادين كرة القدم وذلك بسبب الإصابات المستمرة التي لاحقته طوال فترة احترافه بأوروبا. ولكنه عاد بقوة وشكل خطورة مستمرة على دفاعات الخصوم، حيث بات يشكل رونالدو، الملقب ب «الفينومينو»، واحداً من المفاتيح الأساسية في قلعة كورينثيانز.وسيخوض الفريق عدة مباريات ودية استعداداً لخوض منافسات الموسم المقبل، وقد تم وضع عداد أمام مقر النادي يقوم بالعد التنازلي لاستقبال الوافد الجديد، اللاعب الكبير روبيرتو كارلوس، إذ وضع الفريق نصب عينيه الفوز بلقب كأس ليبرتادوريس هذه السنة.

## الملعب

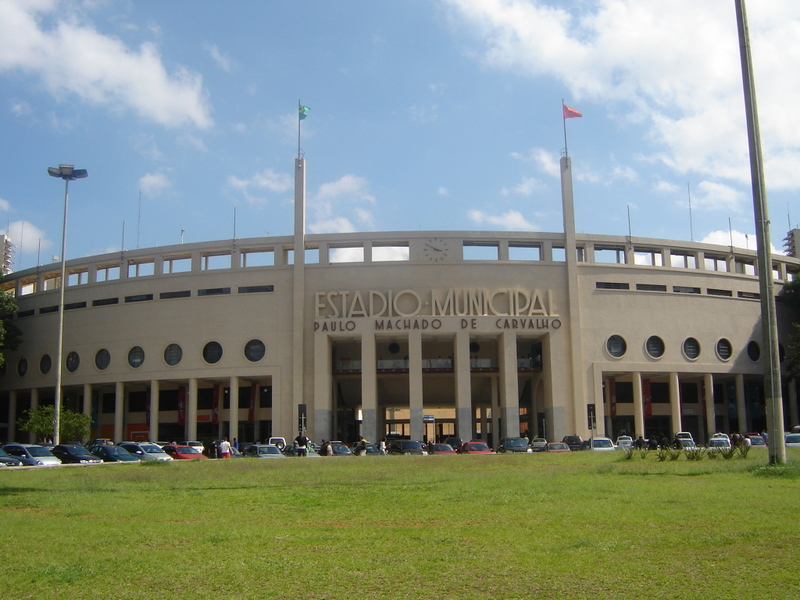
ملعب باكامبو البرازيلي.

يخوض كورينثيانز مبارياته الرسمية حالياً في الملعب البلدي باولو ماشادو دي كارفاليو، المسمى باكايمبو، في حين يمضي حصصه التدريبية في ملعبه الرسمي ألفريدو شوريج، والذي يطلق عليه جمهور الفريق، من باب العشق، لقب المزرعة الصغيرة أو «فازيندينيا». وتؤكد الإدارة التقنية الحالية امتلاكها لمقترحات مشاريع تهم بناء ملعب حديث قادر على استيعاب الجماهير العريضة التي تعشق ألوان النادي إلى حد الجنون.

## القميص والشعار

### القميص

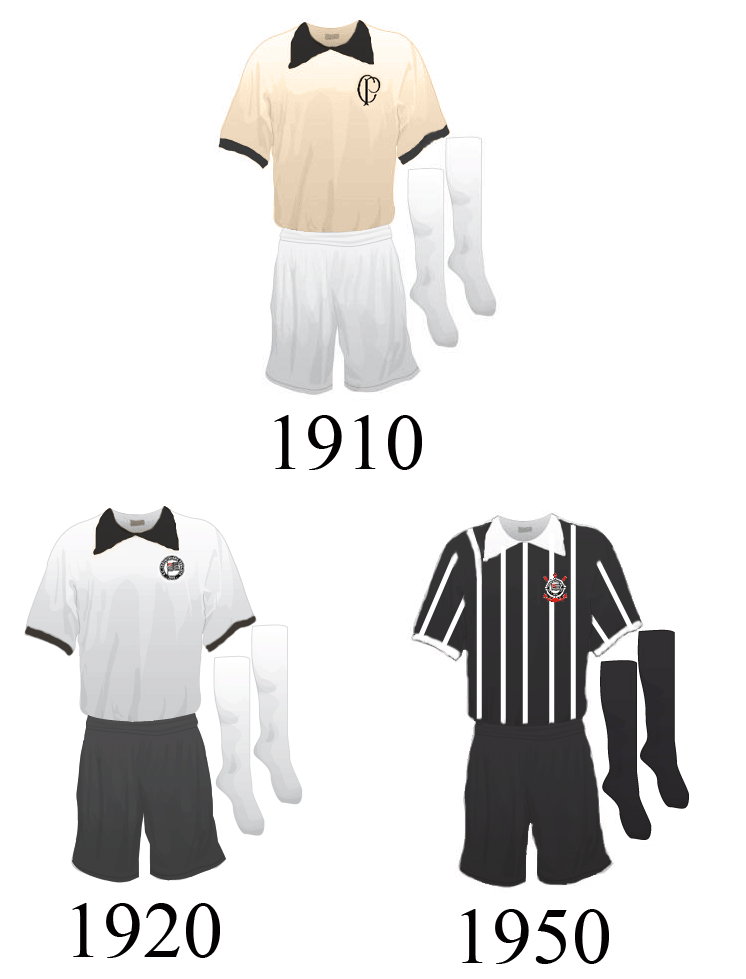
زي الفريق على مدى التاريخ.

منذ تأسيس نادي كورنثيانز وهو يحاول أن يمتلق زيا متألقا فمنذ عام 1913 وهو يغر قمصانه كما ترى في الصورة ففي عام 1910 كان لون قميصه هو التدرج الرمادي الأبيض اما في عام 1920 فكان يلبس قميصا بالون الأبيض ثم في عام 1950 غير الالوان إلى الأبيض والأسود.

### الشعار
قام نادي كورثنيانز بتغير شعاره 8 مرات منذ تأسيسه.
| شعارات النادي على مر السنين | شعارات النادي على مر السنين | شعارات النادي على مر السنين | شعارات النادي على مر السنين | شعارات النادي على مر السنين | شعارات النادي على مر السنين | شعارات النادي على مر السنين | شعارات النادي على مر السنين |
| 1913                        | 1914                        | 1914-1916                   | 1916                        | 1916-1919                   | 1919-1939                   | 1939-1979                   | 1979–حتى الآن               |
| --------------------------- | --------------------------- | --------------------------- | --------------------------- | --------------------------- | --------------------------- | --------------------------- | --------------------------- |

## الألقاب

### المحلية
- الدوري البرازيلي - الدرجة الأولى سيري A

البطل (7): 1990, 1998, 1999, 2005, 2011, 2015, 2017
- كأس البرازيل

البطل (3): 1995, 2002, 2009
- كأس السوبر البرازيلي

البطل (1): 1991
- الدوري البرازيلي - الدرجة الثانية سيري B

البطل (1): 2008

### الدولية
- كأس الليبيرتادوريس

البطل (1): 2012
- ريكوبا سود أميريكانا

البطل (1): 2013
- كأس العالم للأندية

البطل (2): 2000, 2012

## وصلات خارجية
- الموقع الرسمي
- Acervo SCCP – all matches and history of Corinthians
- Committee for Preservation of Corinthians' Memories
- FIFA Home Page
- Book – Top 10 Idols